# Daichi Inui
Daichi Inui (乾 大知 Inui Daichi?, nacido el 2 de diciembre de 1989 en Takasaki, Gunma) es un futbolista japonés que se desempeña como defensa en el Matsumoto Yamaga F. C. de la J2 League.

## Trayectoria

### Clubes
| Club                   | País  | Año       |
| ---------------------- | ----- | --------- |
| Thespakusatsu Gunma    | Japón | 2012-2016 |
| V-Varen Nagasaki       | Japón | 2017-2018 |
| Sagan Tosu (cedido)    | Japón | 2018      |
| Yokohama FC            | Japón | 2019      |
| Tochigi SC (cedido)    | Japón | 2019      |
| Matsumoto Yamaga F. C. | Japón | 2020-     |

## Estadística de carrera

### J. League
| Club                | Año   | J. League | J. League | Copa J. League | Copa J. League | Total | Total |
| Club                | Año   | Part.     | Goles     | Part.          | Goles          | Part. | Goles |
| ------------------- | ----- | --------- | --------- | -------------- | -------------- | ----- | ----- |
| Thespa Kusatsu      | 2012  | 7         | 0         | -              | -              | 7     | 0     |
| Thespakusatsu Gunma | 2013  | 34        | 2         | -              | -              | 34    | 2     |
| Thespakusatsu Gunma | 2014  | 9         | 0         | -              | -              | 9     | 0     |
| Thespakusatsu Gunma | 2015  | 21        | 0         | -              | -              | 21    | 0     |
| Thespakusatsu Gunma | 2016  | 29        | 2         | -              | -              | 29    | 2     |
| V-Varen Nagasaki    | 2017  | 40        | 4         | -              | -              | 40    | 4     |
| Total               | Total | 140       | 8         | 0              | 0              | 140   | 8     |